# Bomarea puracensis
Bomarea puracensis là một loài thực vật có hoa trong họ Alstroemeriaceae. Loài này được Alzate mô tả khoa học đầu tiên năm 2007.